# Französische Rugby-Union-Meisterschaft 1909/10
Die Saison 1909/10 war die 19. Austragung der französischen Rugby-Union-Meisterschaft (französisch Championnat de France de rugby à XV), der heutigen Top 14.
Nach einer Vorrunde spielten die besten Mannschaften in K.-o.-Runden gegeneinander. Im Endspiel, das am 17. April 1910 im Parc des Princes in Paris stattfand, trafen die beiden Halbfinalsieger aufeinander und spielten um den Bouclier de Brennus. Dabei setzte sich der FC Lyon gegen Stade Bordelais durch und errang den einzigen Meistertitel seiner Vereinsgeschichte.

## Vorrunde
Die Detailergebnisse sind nicht bekannt.

## Viertelfinale

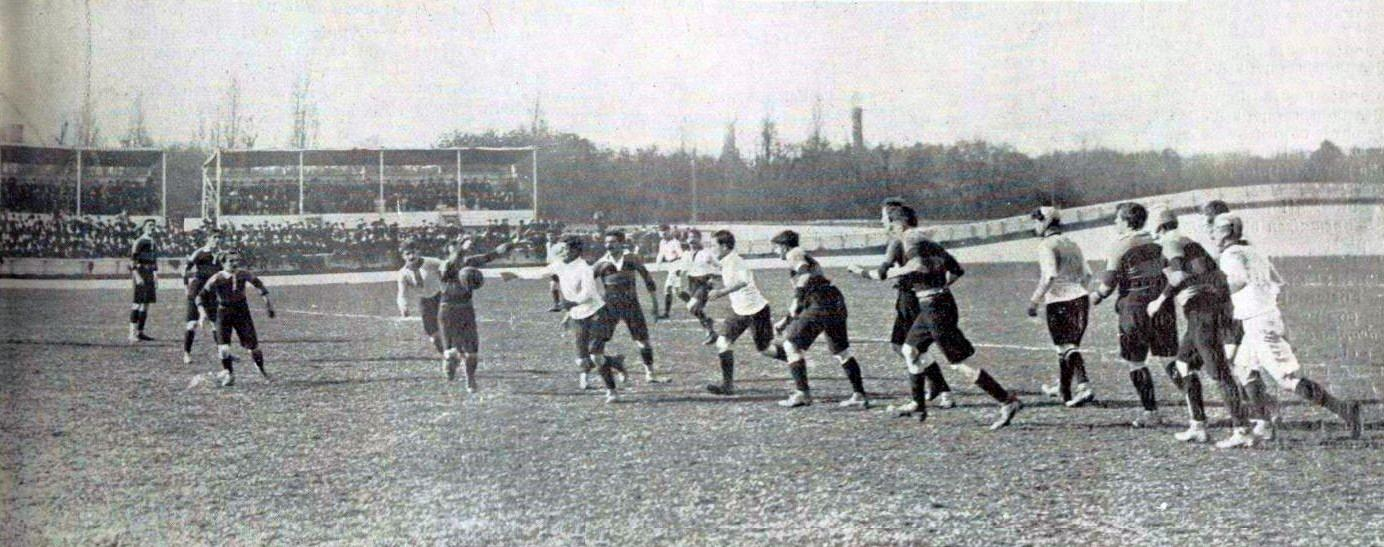
Spielszene im Meisterschaftsfinale

| Datum        | Begegnung                           | Ergebnis |
| ------------ | ----------------------------------- | -------- |
| 20. Mär 1910 | FC Lyon – RC Compiègne              | 11:6     |
| 20. Mär 1910 | Racing Club de France – Le Havre AC | 13:3     |
| 20. Mär 1910 | Stade Bordelais – Stade Poitevin    | 18:0     |
| 20. Mär 1910 | Stadoceste Tarbais – RC Toulon      | 17:0     |

## Halbfinale
| Datum       | Begegnung                            | Ergebnis |
| ----------- | ------------------------------------ | -------- |
| 3. Apr 1910 | FC Lyon – Racing Club de France      | 09:0     |
| 3. Apr 1910 | Stade Bordelais – Stadoceste Tarbais | 16:3     |

## Finale
| 17. April 1910 | FC Lyon                                                 | 13 : 8        | Stade Bordelais                                         | Parc des Princes, Paris Zuschauer: 8.000 Schiedsrichter: Paul Meyer |
| 17. April 1910 | Versuche: Debayeux (2) Vuillermet Erhöhungen: Favre (2) | (8:5) Bericht | Versuche: Delaye Erhöhungen: Delaye Straftritte: Martin | Parc des Princes, Paris Zuschauer: 8.000 Schiedsrichter: Paul Meyer |

Aufstellungen
FC Lyon: Henri Ambert, Joseph Bavozet, Pierre Bavozet, Marcel Bernard, Jacques Brossy, Debayeux, Gustave Denat, Aristide Faucheux, Marcel Favre, Joannes Fischer, Victor Gillon, Claude Martin, Paul Mauriat, Marius Novel, Georges Vuillermet
Stade Bordelais: Robert Blanchard, Maurice Bruneau, W. C. Campbell, Casamajor, Jean Jacques Conilh de Beyssac, Delaye, Herman Droz, Marcel Laffitte, Maurice Leuvielle, Henri Martin, Alphonse Massé, Robert Monier, Louis Mulot, Fernand Perrens, Hélier Thil